# Paradiso perduto (album)
Paradiso perduto è un album del cantante italiano Fred Bongusto, pubblicato dall'etichetta discografica Fonit Cetra nel 1988.

## Tracce
1. Dans Mon Île
2. Emozioni
3. Se durmesse
4. Arrivederci
5. Amare, amore
6. Medley: My Funny Valentine e Just the Way You Are
7. Roma nun fà la stupida stasera
8. Medley: Dolci sogni, Sassi, Cercami e Malattia
9. Una rotonda sul mare
10. Resta cu'mme
11. Che vuole questa musica stasera
12. O curtiello